# Walter Gorini
Walter Gorini (nascido em 29 de agosto de 1944) é um ex-ciclista italiano que participava em competições de ciclismo de pista.
Ele conquistou duas medalhas, um bronze e um ouro competindo no tandem nos campeonatos mundias de 1966 e 1968, respectivamente (ambos com Giordano Turrini); ele terminou em quarto lugar nesta mesma prova nos Jogos Olímpicos da Cidade do México 1968 (com Luigi Borghetti).